# Kaple Nejsvětější Trojice (Český Dub)
Kaple Nejsvětější Trojice v Českém Dubu byla drobná sakrální stavba v areálu kostela Nejsvětější Trojice u vstupu na starší část hřbitova u jihozápadního nároží ohradní zdi hřbitova.
Město Český Dub ji před několika lety nechalo bez povolení zbourat; v současnosti (2023) probíhá cosi jako rekonstrukce zničené stavby.

## Popis
Stavba tvořila architektonický protipól márnice. Stavbu nechal postavit na vlastní náklady v roce 1719 českudubný konšel Václav Paul. Tato přízední zděná stavba se sedlovou střechou krytou plechem měla téměř čtvercový půdorys. Jižní průčelí kaple bylo orientované směrem k městu Český Dub. Mělo trojúhelný, po stranách probíraný štít, zdobený volutami a lizénami. Ve středu průčelí se nacházelo obdélné okno v jednoduchém pískovcovém ostění vyplněné kovanou mříží. Nad tímto oknem byla pískovcová deska se zbytky nápisu v němčině: „Zu Ehren der Allerheiligsten Dryfal- / tigen [---] / [---] / [---] / [---] / [---]“. Po stranách okna se nacházely dva pilastry, na nichž se zachovaly zbytky modré polychromie. Kaple měla na východním průčelí vstup osazený v jednoduše profilovaném pískovcovém ostění s uchy. Dřevěné dveře byly dvoukřídlové a zdobily je kované panty.